# Sainte-Croix (Aveyron)
Sainte-Croix – miejscowość i gmina we Francji, w regionie Oksytania, w departamencie Aveyron. W 2013 roku jej populacja wynosiła 744 mieszkańców. 